# 众病之王：癌症传
《众病之王：癌症传》是印度裔美国科学作家辛達塔·穆克吉创作的一部关于肿瘤学的书，2010年由美国斯克里布纳之子出版公司出版，获2010年美国国家书评人协会奖的非小说奖和2011年的普立茲非小說獎。